# Anne Louhelainen
Anne Maarit Louhelainen, född Vainio 8 januari 1965 i Lahtis, är en finländsk politiker (Blå framtid, tidigare Sannfinländarna). Hon var ledamot av Finlands riksdag 2011–2019.
Louhelainen blev omvald i riksdagsvalet 2015 med 6 743 röster från Tavastlands valkrets.